# Cynorta aniuskae
Cynorta aniuskae is een hooiwagen uit de familie Cosmetidae.